# 葛庭之
葛庭之（1909年—1984年），男，江苏溧阳人，中国计量学专家，曾任第三机械工业部计量检定所副总工程师、总工程师，第三届全国人大代表。